# 动物生态学
动物生态学研究动物与环境间的相互关系。包括对个体生态、种群生态、群落生态及生态系统的研究。由英国生物学家查尔斯·艾尔顿于1927年创立。